# 刘光文水文科技教育基金
刘光文水文科技教育基金是中华人民共和国的一项科技教育基金，于2010年10月由中国水利学会、水利部水文局和河海大学共同设立，旨在纪念中国水文学家、教育家刘光文100周年诞辰。

## 基金项目
“刘光文奖学金”、“刘光文科技奖”包括“刘光文青年科技奖”和“刘光文科技成就奖”

## 历届获奖
中国工程院院士张建云获得首届“刘光文科技成就奖”
汪集暘院士获第三届“刘光文科技成就奖”